# Hypnum clarazii
Hypnum clarazii là một loài Rêu trong họ Hypnaceae. Loài này được Duby mô tả khoa học đầu tiên năm 1868.